# Korsør Skov
Korsør Skov är en skog i Danmark. Den ligger i Region Själland, i den sydöstra delen av landet öster om Korsør. Korsør Skov ligger på ön Sjælland. På södra sidan ligger Stora Bält och på östra sidan jordbruksmark.